# 1992年アルベールビルオリンピックの日本選手団
1992年アルベールビルオリンピックの日本選手団（1992ねんアルベールビルオリンピックのにほんせんしゅだん）は、1992年2月8日から2月23日までフランスのサヴォワ県アルベールヴィルで行われた1992年アルベールビルオリンピックの日本選手団各選手の試合結果。選手名及び所属は1992年当時のもの。

## 概要
- 人員：105人（選手63人、役員42人）
主将：佐々木一成（クロスカントリースキー）
旗手：川崎努（スピードスケート）
- 結団式：2月1日
- 解団式：

## メダル獲得者
今大会では日本代表が金1・銀2・銅4の合計7個と活躍、冬季オリンピックでは当時史上最多数のメダル獲得を達成した。

### 金メダル
- 三ヶ田礼一・河野孝典・荻原健司（ノルディック複合団体）

### 銀メダル
- 黒岩敏幸（スピードスケート男子500m）
- 伊藤みどり（フィギュアスケート女子シングル）

### 銅メダル
- 橋本聖子（スピードスケート女子1,500m）
- 井上純一（スピードスケート男子500m）
- 宮部行範（スピードスケート男子1,000m）
- 石原辰義・河合季信・赤坂雄一・川崎努（ショートトラック男子5,000mリレー）

## スキー

### アルペンスキー
監督：海野明

コーチ：古川年正

コーチ：片桐幹雄

ドクター：栗山節郎
- 山本さち子（ロシニョールジャパン）
  - 女子複合：途中棄権
  - 女子スーパー大回転：33位（1分27秒54）
  - 女子回転：途中棄権
  - 女子滑降：26位（1分58秒52）
- 石岡拓也（ヤマハ）
  - 男子回転：途中棄権
  - 男子複合：9位（51秒83ポイント）
  - 男子スーパー大回転：41位（1分17秒08）
  - 男子大回転：29位（2分15秒92）
- 川端絵美（KDD）
  - 女子複合：13位（66秒10ポイント）
  - 女子スーパー大回転：31位（1分27秒31）
  - 女子滑降：11位（1分54秒52）
  - 女子大回転：途中棄権
- 富井剛志（野沢温泉スキークラブ）
  - 男子スーパー大回転：途中棄権
  - 男子滑降：25位（1分54秒23）
  - 男子大回転記録：途中棄権
- 木村公宣（近畿大学）
  - 男子複合：15位（64秒14ポイント）
  - 男子スーパー大回転：33位（1分17秒01）
  - 男子大回転：21位（2分12秒10）
  - 男子回転：途中棄権
- 岡部哲也（デサント）
  - 男子回転記録：18位（1分49秒48）

### スキージャンプ
コーチ：渡部絹夫

コーチ：小野学
- 原田雅彦（雪印乳業）
  - 70m級：14位（201.0）
  - 90m級：4位入賞（211.3）
- 上原子次郎（国土計画）
  - 70m級：28位（188.8）
  - 90m級：25位（155.5）
- 葛西紀明（地崎工業）
  - 70m級：31位（187.1）
  - 90m級：26位（154.4）
- 須田健仁（東京美装）
  - 70m級：39位（184.7）
  - 90m級：17位（168.1）
- 葛西紀明・上原子次郎・須田健仁・原田雅彦
  - 90m級団体：4位入賞（571.0）
- 東和広（日本空調サービス）
  - 出場せず

### ノルディック複合
コーチ：早坂毅代司

コーチ：斉藤智治

トレーナー：渡辺環
- 荻原健司（早稲田大学）
  - 個人：7位入賞（215.3）
- 河野孝典（野沢温泉スキークラブ）
  - 個人：19位（197.4）
- 阿部雅司（東京美装）
  - 個人：30位（197.9）
- 三ヶ田礼一（リクルート）
  - 個人：34位（226.1）
- 荻原健司・河野孝典・三ヶ田礼一
  - 団体：優勝・金メダル獲得（645.1）

### クロスカントリースキー
コーチ：佐野志郎

コーチ：Jan-Ival Halvarsson
- 今井博幸（中央大学）
  - 男子10kmクラシカル：27位（30分17秒3）
  - 男子30kmクラシカル：32位（1時間29分35秒6）
  - 男子50kmフリー：25位（2時間13分33秒0）
  - 男子複合：29位（42分32秒8）
- 佐々木一成（北野建設）
  - 男子10kmクラシカル：46位（31分31秒4）
  - 男子30kmクラシカル：40位（1時間30分35秒9）
  - 男子50kmフリー：40位（2時間17分20秒1）
  - 男子複合：35位（43分08秒6）
- 星川直美（日本大学）
  - 女子15kmクラシカル：42位（49分46秒2）
  - 女子30kmフリー：42位（1時間35分29秒4）
  - 女子5kmクラシカル：48位（16分13秒2）
  - 女子複合：34位（30分10秒8）
- 青木富美子（真室川高校教諭）
  - 女子15kmクラシカル：37位（48分30秒2、スキー44:31.5）
  - 女子30kmフリー：44位（1時間36分21秒9）
  - 女子5kmクラシカル：30位（15分33秒0）
  - 女子複合：19位（28分44秒4）
- 太田美和（六日町高校教諭）
  - 女子15kmクラシカル：途中棄権
  - 女子30kmフリー：41位（1時間35分19秒4）
  - 女子5kmクラシカル：43位（16分03秒1）
  - 女子複合：43位（31分17秒3）
- 猪又由美（北野建設）
  - 女子5kmクラシカル：54位（16分49秒4）
  - 女子複合：47位（31分58秒6）
- 青木富美子・猪又由美・太田美和・星川直美
  - 女子リレー：12位（1時間04分09秒3）

### フリースタイルスキー
コーチ：畑山匡
- 山崎修（山崎石材工業）
  - 男子モーグル：40位

## スケート

### スピードスケート
監督：宮本之男

ヘッドコーチ：入沢孝一

コーチ：石幡忠雄

コーチ：長田照正
- 井上純一（日本大学）
  - 男子500m：3位・銅メダル獲得（37秒26）
- 宮部行範（三協精機）
  - 男子1000m：3位・銅メダル獲得（1分14秒92）
  - 男子1500m：9位（1分56秒99）
  - 男子500m：18位（38秒12）
- 宮部保範（王子製紙）
  - 男子1000m：19位（1分16秒52）
  - 男子500m：5位入賞（37秒49）
- 黒岩敏幸（ミサワホーム）
  - 男子500m：2位・銀メダル獲得（37秒18）
  - 男子1000m：9位（1分15秒56）
- 佐藤和弘（国土計画）
  - 男子10000m：5位入賞（14分28秒30）
  - 男子1500m：28位（2分00秒51）
  - 男子5000m：17位（7分19秒69）
- 糸川敏彦（白樺学園高校）
  - 男子10000m：13位（14分42秒35）
  - 男子5000m：18位（7分20秒50）
- 青柳徹（東芝）
  - 男子1500m：12位（1分57秒36）
- 藤本祐司（専修大学）
  - 男子1000m：11位（1分15秒78）
- 白幡圭史（釧路商業高校）
  - 男子10000m：18位（14分47秒56）
  - 男子1500m：44位（2分05秒47）
  - 男子5000m：22位（7分24秒95）
- 帰山由美（王子製紙）
  - 女子1500m：19位（2分10秒75）
  - 女子3000m：13位（4分33秒53）
  - 女子5000m：12位（7分50秒77）
- 橋本聖子（富士急）
  - 女子1000m：5位入賞（1分22秒63）
  - 女子1500m：3位・銅メダル獲得（2分06秒88）
  - 女子3000m：12位（4分32秒12）
  - 女子5000m：9位（7分47秒65）
  - 女子500m：12位（41秒32）
- 戸田則子（富士急）
  - 女子1000m：23位（1分24秒96）
  - 女子500m：23位（41秒97）
- 上原三枝（日本体育大学）
  - 女子1500m：11位（2分09秒33）
  - 女子3000m：17位（4分37秒54）
  - 女子5000m：14位（7分54秒15）
- 深澤洋子（富士急）
  - 女子1000m：24位（1分25秒00）
  - 女子500m：24位（42秒18）
- 島崎京子（三協精機）
  - 女子1000m：18位（1分24秒28）
  - 女子500m：7位入賞（40秒98）

### ショートトラック
監督：亀岡寛治

コーチ：柏原幹史

コーチ：戸田博司
- 河合季信（芝興産）
  - 男子1000m：23位（1分42秒28）
- 石原辰義（西濃運輸）
  - 男子1000m：15位（1分34秒86）
- 川崎努（帝産オート）
  - 男子1000m：16位（1分35秒66）
- 赤坂雄一（赤坂 雄一）・石原辰義・河合季信・川崎努
  - 男子5000mリレー：3位・銅メダル獲得（7分18秒18）
- 山田乃玞子（芝興産）
  - 女子500m：10位（57秒69）
- 佐藤利江（帝産オート）・竹内洋美（帝産オート）・内藤三恵（八千穂中学校）・山田乃玞子
  - 女子3000mリレー：4位入賞
- 渡辺つぐみ（西濃運輸）
  - 出場せず
- 植松純（ユニマット）
  - 出場せず

### フィギュアスケート
監督：土ヶ端竹志

コーチ：城田憲子

コーチ：山田満知子

トレーナー：浅香千明
- 鍵山正和（愛知工業大学）
  - 男子シングル：13位
- 村田光弘（明治大学）
  - 男子シングル：23位
- 伊藤みどり（プリンスホテル）
  - 女子シングル：2位・銀メダル獲得
- 佐藤有香（法政大学）
  - 女子シングル：7位入賞
- 井上怜奈（新松戸南中学校）・小山朋昭（日本大学）
  - ペア：14位

## バイアスロン
監督：秋元元衛

コーチ：出口弘之
- 小舘操（陸上自衛隊）
  - 男子10km：36位（28分07秒0）
  - 男子20km：28位（1時間00分53秒1）
- 風間淳（陸上自衛隊）
  - 男子10km：78位（30分34秒7）
  - 男子20km：63位（1時間04分32秒8）
- 三上佳子（陸上自衛隊）
  - 女子15km：35位（57分55秒8）
  - 女子7.5km：22位（26分57秒3）

## ボブスレー
監督：久保重人

コーチ：杉田浩
- 山崎良次（東海交易）・脇田寿雄（大京）
  - 2人乗り：19位（4分06秒86）
- 竹脇直巳（北野建設）・対馬文紀（仙台大学）
  - 2人乗り：21位（4分07秒45）
- 竹脇直巳・対馬文紀・山崎良次・脇田寿雄
  - 4人乗り：17位（3分57秒24）

## リュージュ
監督：栗山浩司
- 高松一彦（富士メガネ）
  - 男子1人乗り：17位（3分05秒800）
- 佐々木淳吏（仙台大学）・佐々木雄次（仙台大学）
  - 男子2人乗り：18位（1分35秒342）

## 視察員
アイスホッケー：富田肇

## 本部
団長：堤義明

団長代理：林克也

副団長：八木祐四郎

本部役員：久永勝一郎

本部役員：土屋和平

本部員：木下孝二

本部員：西村賢二

本部員：中森康弘

本部員：柿沼健児

ドクター：八木一憲

ドクター：坂本静男

理学療法士：唐沢豊

理学療法士：小柳麿毅

アタッシェ：伊藤慶明